# Rokycanský jinan
Rokycanský jinan je památný strom v Rokycanech v okrese Rokycany v Plzeňském kraji. Jinan dvoulaločný (Ginkgo biloba) rostoucí na zahradě Střední odborné školy (bývalá budova gymnázia) je v odhadovaných 80 letech ve výborném stavu, má obvod kmene 187 cm a dosahuje výšky 13 m (měření 1984). Chráněn od 21. listopadu 1985 pro svůj vzrůst a dendrologickou hodnotu.

## Stromy v okolí
- Javor v plynárnách
- Lípa u kostela Nejsvětější Trojice
- Lípy u demarkační čáry